# Parlament von Madagaskar

Wappen von Madagaskar

Das Parlament von Madagaskar ist ein Zweikammersystem und besteht aus:
- Der Nationalversammlung (madagassisch: Antenimieram-Pirenena / französisch: Assemblée Nationale). Sie bestand bei den Wahlen 2024 aus 163 Mitgliedern, die für fünf Jahre in Wahlkreisen, welche einen oder zwei Abgeordnete entsenden dürfen, gewählt wurden.
- Dem Senat (madagassisch: Antenimierandoholona / französisch: Sénat). Dieser hat 18 Mitglieder. 12 Mitglieder werden indirekt von gewählten regionalen und kommunalen Beamten gewählt und das verbleibende Drittel wird vom Präsidenten der Republik ernannt. Die Legislaturperiode hat eine Dauer von fünf Jahren.